# 여우 이야기

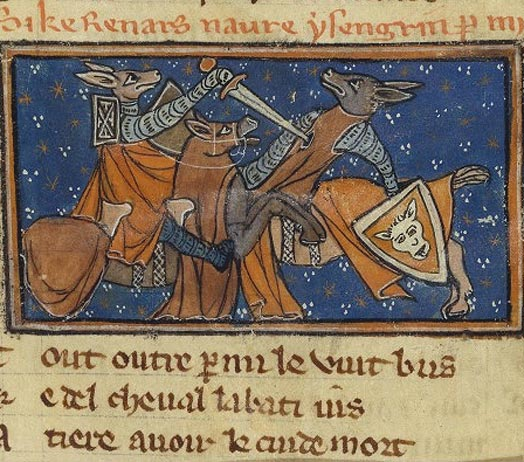

《여우 이야기》(Roman de Renart)는 중세 프랑스 문학의 대표작이다. 12-13세기에 필사본으로 정리되었으며, 이솝 우화나 고대 로마의 이센그리무스(Ysengrimus), 인도의 판차탄트라 등 유구한 전통을 갖고 있는 동물 우화에 기반하였다. 중세 프랑스 시정문학(littérature bourgeoise)의 걸작이라 불리며 봉건사회의 가치관이나 종교적 권위를 가차없이 풍자하는 것이 특징이다.
주인공 여우의 이름 Renart는 독일어의 Reinhart(매우 약삭빠르다)에서 왔으며, 영어로는 Reynard, 독어로는 Reineke Fuchs라 하며, 이 이야기가 어찌나 인기있었는지 renart는 기존의 불단어 goupil을 대신해 여우를 뜻하는 보통명사로 자리잡았을 정도.

## 줄거리
주인공은 동물 왕국에 갖은 소요를 불러일으키는 여우 르나르. 늑대 이장그렝의 아내와 바람을 피우고, 닭들을 함부로 잡아먹고, 보다못한 사자왕이 곰이나 고양이 등을 보내서 잡아오라 해도 간사한 꾀로 속여넘겨 동물왕국의 주적이 되어버린다.
마지막에는 왕궁으로 불려와서 숙적 이장그렝과의 결투를 벌이게 되고, 죽을 뻔하다가 르나르 아내의 간청으로 살아나고, 회심해서 수도원에 들어가서 개심의 길을 걷는 듯 하지만, 결국 닭을 잡아먹게 되고 다시 방랑의 길에 나서며 이야기가 끝난다.

## 같이 보기
- 파블리오
- 중세 문학
- 트릭스터